# Magnus Sheffield
Magnus Sheffield (Pittsford, Nova York, 19 de abril de 2002) é um ciclista estado-unidense que corre para a equipa Ineos Grenadiers de categoria UCI WorldTeam.

## Trajetória
No ano 2019 conseguiu a terceira posição na Estrada masculina júnior dos campeonatos mundiais de Ciclismo no Yorkshire.
Em outubro de 2020 fez-se oficial seu salto ao profissionalismo depois de alinhar pelo Rally Cycling para a temporada de 2021. Não a completou inteira, já que a 18 de agosto deixou de pertencer à equipa.

## Palmarés
- 2019 (como júnior)
  - 1 etapa da Keizer der Juniores Koksijde, Juniors
  - 3.º no Campeonato Mundial em Estrada júnior

- 2022
  - 1 etapa da Volta à Andaluzia
  - Flecha Brabanzona
  - 2.º no Campeonato dos Estados Unidos Contrarrelógio 
  - 3.º no Campeonato dos Estados Unidos em Estrada 
  - 1 etapa da Volta à Dinamarca

## Resultados em Grandes Voltas e Campeonatos do Mundo
Durante a sua carreira desportiva tem conseguido os seguintes postos nas Grandes Voltas e no Campeonatos do Mundo em estrada:
| Corrida                | Corrida                | 2021 | 2022 |
| ---------------------- | ---------------------- | ---- | ---- |
|                        | Giro d'Italia          | —    | —    |
|                        | Tour de France         | —    | —    |
|                        | Volta a Espanha        | —    | —    |
| Mundial em Estrada     | Mundial em Estrada     | —    | 78.º |
| Mundial Contrarrelógio | Mundial Contrarrelógio | —    | 17.º |

—: não participa

Ab.: abandono

## Equipas
- Hot Tubes Cycling[5] (2019-2020)
- Rally Cycling (2021)
- Ineos Grenadiers (2022-)